# UMTS Terrestrial Radio Access Network
UTRAN acrónimo de: UMTS Terrestrial Radio Access Network

## Introducción
Una traducción aproximada al español de este acrónimo sería Acceso a Red de Radio Terrestre UMTS (Universal Mobile Telecommunications System). UMTS presenta una arquitectura en la cual se describen tres elementos principalmente, el UE o equipo de usuario, UTRAN (UMTS Terrestrial Radio Access Network) y la red central (Core Network). 
UTRAN permite a los equipos de usuario acceder al núcleo de red de UMTS, una de las principales redes de comunicaciones móviles inalámbricas de tercera generación (3G).
El sistema UTRAN ha sido desarrollado para alcanzar altas velocidades de transmisión. Nuevos tipos de transferencia de datos y algoritmos ayudan a alcanzar esta velocidad.
En UTRAN, el acceso al núcleo de red de UMTS se realiza vía radio, a través de una serie de elementos de red interconectados entre sí y con el núcleo de red mediante interfaces de transporte terrestres. La interfaz Uu se encuentra entre el UE y la red UTRAN, y entre la red UTRAN y la red central o Core Network se encuentra la interfaz lu. La interfaz entre el UE y la red UTRAN es la tecnología WCDMA, es decir, la conexión entre el equipo de usuario y la red de acceso de radio para UMTS es mediante la tecnología WCDMA.
Además del acceso radio mediante UTRAN, UMTS permite también la utilización de una red de acceso radio vía satélite.
La red UTRAN consiste de varios elementos, entre los que se encuentran los RNC(Radio Network Controller) que se encargan de controlar la red de acceso radio y los Nodo B corresponden a las estaciones base donde se sitúan las antenas y elementos de transmisión radio. Ambos elementos juntos forman el RNS (Radio Network Subsystem) un conjunto de subsistemas de radio, el modo de comunicación de la red UMTS. 
Las interfaces internas de UTRAN incluyen la interfaz lub la cual se encuentra entre el Nodo B y el RNC y la interfaz lur que conecta a los RNC entre sí.

## Arquitectura

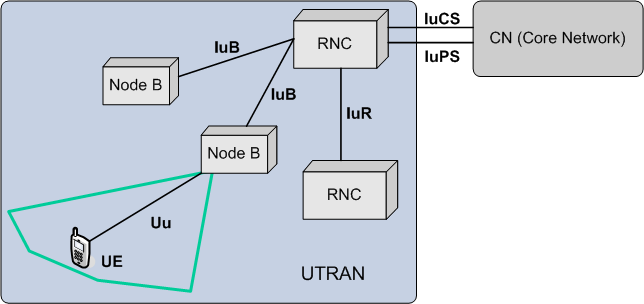
UTRAN Arquitectura.

La tecnología UTRAN está formada por diversas capas totalmente independientes unas de otras, esto facilitaría en un futuro una posible modificación de una parte de esta tecnología sin necesidad de volver a crear otra de nuevo, solo bastaría con modificar algunas de sus capas.
- Descripción de los elementos:

-Equipo de usuario (UE):

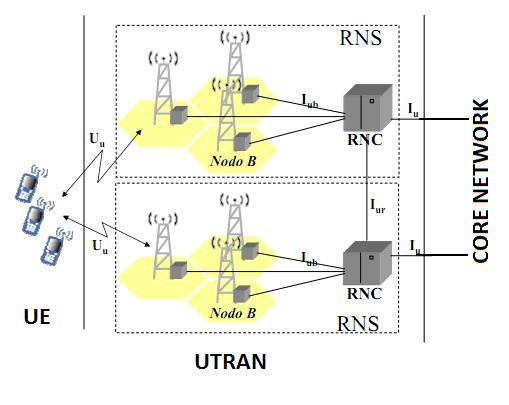
esquema de UTRAN con partes diferenciadas

El equipo de usuario o UE, también llamado móvil, es el equipo que el usuario trae consigo para lograr la comunicación con una estación base en el momento que lo desee y el lugar en donde exista cobertura. Este puede variar en su tamaño y forma, sin embargo debe estar preparado para soportar el estándar y los protocolos para los que fue diseñado.

-Interfaz Uu:
La interfaz Uu se encuentra entre el equipo de usuario y la red UTRAN.

-RNC (Radio Network Controller):
El RNC controla a uno o varios Nodos B. El RNC se conecta con el MSC mediante la interfaz luCS o con un SGSN mediante la interfaz luPs. La interfaz entre dos RNC’s es la interfaz lur por lo tanto una conexión directa entre ellos no es necesario que
exista. Si comparamos al RNC con la red de GSM (Groupe Spécial Mobile), este es comparable con el BSC (Base
Station Controller). 
Algunas de las funciones ejecutadas por RNC son:
-Manejar los recursos de transporte de la interfaz lu.
-Manejo de la información del sistema y de los horarios de la información del sistema.
-Manejo de tráfico en los canales comunes.
-Combinación en la Macro diversidad y división de las tramas de datos transferidas sobre muchos Nodos B.
-Asignación de códigos de canalización en el enlace de bajada.
-Control de admisión.
-Manejo del tráfico en los canales compartidos.

-Nodo B:
El nodo B crea, mantiene, y envía un enlace de radio en cooperación con el terminal. Es decir, es el componente responsable de la transmisión y recepción radio entre el terminal móvil y una o más celdas UMTS.
Algunas de las funciones ejecutadas por Nodo B son:
-Transmisión de los mensajes de información del sistema de acuerdo con el horario determinado por el RNC.
-Reportar las mediciones de la interferencia en el enlace de subida y la información de la potencia en el enlace de bajada.
-Combinación para la Macro diversidad y división de las tramas de datos internas al Nodo B.

-Interfaz lu:
Esta interfaz conecta a la red central con la red de acceso de radio de UMTS. Es la interfaz central y la más importante para el concepto de 3GPP. La interfaz lu puede tener dos diferentes instancias físicas para conectar a dos diferentes elementos de la red central, todo dependiendo si se trata de una red basada en conmutación de circuitos o basada en conmutación de paquetes. En el primer caso, es la interfaz lu-CS la que sirve de enlace entre UTRAN y el MSC, y es la interfaz lu-PS la encargada de conectar a la red de acceso de radio con el SGSN de la red central.
-Red Central (Core Network):
La red central se forma por varios elementos , los dos de mayor interés son el MSC, pieza central en una red basada en conmutación de circuitos y el SGSN, pieza central en una red basada en conmutación de paquetes.

-MSC (Mobile Switching Center):
Como ya se mencionó, el MSC es la pieza central de una red basada en la conmutación de circuitos. El mismo MSC es usado tanto por el sistema GSM como por UMTS, es decir, la BSS (Base Station subsystem) de GSM y el RNS de UTRAN se pueden conectar con el mismo MSC. Esto es posible ya que uno de los objetivos del 3GPP fue conectar a la red UTRAN con la red central de GSM/GPRS. El MSC tiene diferentes interfaces para conectarse con la red PSTN, con el SGSN y con otros MSC’s.
En el MSC se realiza la última etapa del MM (Mobility Management) y del CM
(Connection Management) en el protocolo de la interfaz aérea, así que el MSC debe
encargarse de la dirección de estos protocolos o delegarle la responsabilidad a cualquier
otro elemento de la red central. También se encarga del voceo, de la coordinación en la organización de las llamadas de todos los móviles en la jurisdicción de un MSC, de colectar los datos para el centro de facturación y control y operación de la cancelación del eco entre otros.
-SGSN (Serving GPRS Support Node):
El SGSN es la pieza central en una red basada en la conmutación de paquetes. El SGSN se conecta con UTRAN mediante la interfaz lu-PS y con el GSM-BSS mediante la interfaz Gb. El SGSN contiene la información de subscripción, el IMSI (International Mobile Subscriber Identity), la información de ubicación y el área en la que el móvil está registrado entre otras informaciones.